# Три дня Виктора Чернышёва
«Три дня Виктора Чернышёва» — советский художественный фильм режиссёра Марка Осепьяна, поставленный Первым творческим объединением на Центральной Киностудии детских и юношеских фильмов имени Максима Горького в 1968 году.
Количество зрителей в СССР, посмотревших фильм в 1968 году — 11 миллионов. В 1988 году восстановлен на киностудии имени Горького и выпущен в прокат.

## Сюжет
В публицистической драме «Три дня Виктора Чернышёва» Геннадий Корольков сыграл свою первую большую роль. Его герой — обычный советский парень, который, окончив школу, не стал утруждать себя высшим образованием и пошёл на завод токарем.
Жизнь Виктора однообразна: днём он работает на производстве, нехотя отсиживает комсомольские собрания, на которых, по сути, лишь толкут воду в ступе да раздают задания: кого «на картошку», кого на кросс или для массовки на похороны.
По вечерам Чернышёв, скучая, подпирает стену дома на углу, с такими же ребятами, которых он даже друзьями назвать не может: слушает россказни ровесника Коли, тунеядца, хвастающего победами над женщинами. «Молодое поколение» участвует в сомнительных забавах, но не видит в этом ничего ужасного: не пьют же, не воруют… Лишь один из них, Пётр — настоящий труженик, врач, пытается вразумить Виктора и остальных.
Бесцельный и неторопливый ход времени в фильме задают долгие планы, длинные разговоры, лишь сцены танцев в кафе немного оживляют скучную жизнь Виктора Чернышёва. Ему ничего не нужно, он хочет быть «как все». Он ни о чём не мечтает, его жизнь бессмысленна.
Фильм Марка Осепьяна рассказывает о 1960 годах. Война давно закончилась, страна строит светлое будущее и перевыполняет план, а жизнь на поверку оказывается не весёлым праздником самодеятельности и энтузиазма, а ежедневной рутиной — выполнением коммунистического долга, нормативов и просмотра телевизора — «чтобы не думать», как часто сами говорят герои фильма.

## В ролях
- Геннадий Корольков — Виктор Чернышёв
- Валентина Владимирова — мать Виктора
- Алексей Чернов — дядя Виктора
- Валерий Беляков — Пётр
- Лев Прыгунов — Антон
- Семён Соколовский — отец Антона
- Геннадий Сайфулин — Николай
- Николай Мерзликин — Валерий
- Василий Шукшин — Кравченко
- Арина Алейникова — Нелли, технолог
- Надежда Федосова — тётя Таня, уборщица
- Николай Скоробогатов — милиционер
- Наталья Рычагова — Маришка
- Борис Гитин — Тарасов
- Борис Юрченко — боец
- Валентина Теличкина — девушка в кафе
- Герман Качин — парень в компании подростков

## Съёмочная группа
- Автор сценария: Евгений Григорьев
- Режиссёр: Марк Осепьян
- Оператор: Михаил Якович
- Художественный руководитель: Станислав Ростоцкий
- Композитор: Алексей Рыбников